# Mary Roberta Meira Marinho
Mary Roberta Meira Marinho ingressou nos quadros do IFPB em 1994 como professora substituta e, posteriormente, foi efetivada como concursada em 1995, em João Pessoa. Foi a primeira mulher reitora do Instituto e possui quase três décadas de experiência em gestão acadêmica e administrativa, além de já ter ocupado diversas funções públicas, entre as quais coordenadora de curso, diretora de Desenvolvimento do Ensino do câmpus Campina Grande do IFPB e pró-reitora de Ensino do Instituto Federal da Paraíba.

Mary Roberta foi a primeira mulher eleita reitora ao longo dos 113 anos do Instituto Federal da Paraíba. Ela foi eleita em abril com 92,61% dos votos válidos pela comunidade acadêmica, um resultado que se consagra como a mais bem votada na história da Rede Federal.